# Chalte Chalte – Wohin das Schicksal uns führt
Chalte Chalte – Wohin das Schicksal uns führt (Hindi: चलते चलते, calate calate; Urdu: چَلتے چَلتے; übersetzt „Schritt für Schritt“) ist ein Hindi-Film von Aziz Mirza aus dem Jahr 2003, der viele Aspekte des Zusammenlebens zwischen einer Frau und einem Mann aufgreift. Der Film wurde auf den Casablanca Festival abgespielt und ist der erste Hit, den Dreamz Unlimited zu verzeichnen hat.

## Handlung
Raj Mathur ist LKW-Fahrer und hat eine kleine Firma. Priya ist eine gebildete, erfolgreiche Frau, die als Modedesignerin arbeitet. Beide treffen bei einem Unfall aufeinander. Priya ist zuerst nicht beeindruckt von Raj und beschwert sich auf einer Hochzeit über den unhöflichen LKW-Fahrer, der daran schuld ist, dass sie so spät erschienen ist. Raj hört bei der Unterhaltung mit und stellt sich ihr vor. Sie verstehen sich gut, und Priya gibt ihm ihre Nummer. Raj verliebt sich sofort und will Priya kennenlernen. Er verliert jedoch ihre Telefonnummer und sucht sie verzweifelt. Als er Priya wiedergefunden hat, erfährt er, dass sie sich verloben und bald nach Griechenland verreisen will. Raj überlegt nicht lange und fliegt mit ihr nach Athen. Das Flugzeug muss allerdings zwischenlanden und hat Verspätung. In dieser Zeit verliebt sich auch Priya in Raj. Sie lässt die geplante Verlobung mit Sameer platzen und heiratet mit dem Einverständnis ihrer Eltern Raj. Am ersten Hochzeitstag beginnen die Schwierigkeiten und Streitereien in ihrer Beziehung, die so weit gehen, dass sich das Paar nach einer von Raj vom Zaun gebrochenen, heftigen Auseinandersetzung trennt. Priya ist betroffen und will in ihre griechische Heimat zurückfliegen. Raj versucht sie aufzuhalten, doch erfolglos. Das einzige, was Priya in letzter Sekunde noch aufhalten kann, ist Rajs Talisman, der ein Symbol für ihre Liebe war. Raj lässt ihn ins Flugzeug bringen und tatsächlich verlässt Priya das Flugzeug und überrascht ihn zuhause. Ihre dramatische Beziehung geht weiter.

## Musik
| # | Lied                           | Sänger                              | Länge |
| - | ------------------------------ | ----------------------------------- | ----- |
| 1 | "Chalte Chalte"                | Alka Yagnik & Abhijeet Bhattacharya | 06:33 |
| 2 | "Tauba Tumhare Yeh Ishaare"    | Alka Yagnik & Abhijeet Bhattacharya | 05:15 |
| 3 | "Layi Ve Na Gaye"              | Sukhwinder Singh                    | 05:44 |
| 4 | "Gum Shuda"                    | Sonu Nigam                          | 05:00 |
| 5 | "Dagariya Chalo"               | Alka Yagnik & Udit Narayan          | 06:16 |
| 6 | "Chalte Chalte – Instrumental" |                                     | 04:57 |
| 7 | "Tujhpar Gagan Se"             | Sukhwinder Singh, Preeti & Pinky    | 05:23 |
| 8 | "Suno Na Suno Na"              | Abhijeet Bhattacharya               | 05:20 |

## Hintergründe
- Der Film ist die dritte Produktion der Firma Dreams Unlimited (nach Asoka – Der Weg des Kriegers und Mein Herz schlägt indisch), die Shah Rukh Khan, der Schauspielerin Juhi Chawla und dem Regisseur Aziz Mirza gehört.
- Rani Mukerji hatte die Rolle der Priya ursprünglich abgelehnt, da der Film zu sehr an den Film Saathiya – Sehnsucht nach dir erinnert. Als Aishwarya Rai aus persönlichen Gründen nach einigen Drehtagen abreiste, drehte man mit Rani weiter und so übernahm Rani die Rolle.
- In der Originalsprache lobt Shah Rukh in einer Szene den Schauspieler Sunny Deol, mit dem er streng befeindet ist.[2]

## Auszeichnungen
Chalte Chalte wurde mehrfach bei den Filmfare Awards, Zee Cine Awards und Screen Weekly Awards nominiert, unter anderem für die Beste Hauptdarstellerin, der Beste Songtext und der Beste Musikleiter, hat letztendlich aber keinen der genannten Preise gewonnen.
Die einzige Auszeichnung für den Film, dem MTV Immies Indian Music Excellence Award, bekam Shahrukh Khan für seinen Auftritt in dem Song Tauba Tumhare Ye Ishare.